# Агиос Сергиос (окръг Фамагуста)
А̀гиос Сѐргиос (на гръцки: Άγιος Σέργιος; на турски: Yeniboğaziçi) е село в Кипър, окръг Фамагуста. Според статистическата служба на Северен Кипър през 2011 г. селото има 3347 жители.
Де факто е под контрола на непризнатата Севернокипърска турска република.